# Tribunal Supremo de Mónaco
El Tribunal Supremo de Mónaco (en francés: Le Tribunal suprême) es la Corte suprema de ese principado europeo, es el más alto tribunal de justicia en la ciudad - estado de Mónaco. Establecido por la Constitución, tiene como funciones hacerse cargo de juzgar la constitucionalidad de las leyes y la legalidad de las decisiones administrativas. Se compone de cinco miembros y dos suplentes. Son nombrados por el Príncipe de Mónaco por un período de cuatro años a propuesta de los diferentes órganos en Mónaco: el Consejo Nacional (Conseil national), el Consejo de Estado (Conseil d'État), el Consejo de la Corona (Conseil de la Couronne), el Tribunal de Apelación y el Tribunal de Primera Instancia, cada uno con un Miembro del Consejo Nacional y el Consejo de Estado y además cada uno con un miembro suplente. El artículo 89 de la Constitución otorga al príncipe el derecho de no aceptar estas propuestas y el de pedir información sobre estos procedimientos. El Tribunal Supremo fue creado en 1962 tras la aprobación de nueva Constitución con la intención de garantizar las libertades fundamentales.

## Miembros
Los miembros de la Corte Suprema debe ser de al menos 40 años de entre los abogados "especialmente competentes".  En la práctica, son abogados franceses, o profesores de derecho público o los miembros del Consejo de Estado o del Tribunal de Casación .
Según la Constitución, el Tribunal se renovaría el 24 de julio de 2007.  Sus miembros actuales son:
- Didier Linotte, profesora emérita de la Universidad de Niza Sophia Antipolis, abogada honoraria del Colegio de Abogados de París, presidente.
- Didier Ribes, consejero de Estado de Francia, vicepresidente.
- Philippe Blachèr, profesor de la Universidad de Lyon III (Jean Moulin), miembro titular.
- Stéphane Braconnier, miembro titular.
- Pierre de Montalivet, miembro titular.
- Magali Ingall-Montagnier, consejera del Tribunal de Casación francés, miembro suplente de la corte francesa de los conflictos , miembro suplente.
- Guillaume Drago, miembro suplente.